# Brat ogień
Brat Ogień (Brother Fire/Fratello Fuoco) – serial animowany produkcji włoskiej. Emitowany na kanale Religia.tv i TV Trwam w wersji z polskim lektorem, którym był Roman Baczyński. Zawiera 26 odcinków, które mówią o życiu św. Franciszka z Asyżu.

## Treść
Serial przedstawia życie św. Franciszka z Asyżu. Narrator wprowadza w świat idee franciszkańskie, takie jak: pokora, ubóstwo, prostota. Film opisuje wielu bohaterów, ale przede wszystkim św. Franciszka, który mimo lat wciąż przemawia do ludzkich serc.
Brat Ogień został stworzony w głównej mierze w oparciu o Kwiatki św. Franciszka oraz książkę Louisa de Wohla Radosny Żebrak, a także o dokumenty kościelne na temat św. Franciszka. 
Każdy odcinek ma charakter dydaktyczny, zachęcający odbiorcę (głównie dzieci) do czynienia dobrych uczynków. Kreują wzór osobowy cieszącego się z życia ascety, dostrzegającego Boga w każdym stworzeniu, żyjącym w zgodzie z Ewangelią.

## Spis odcinków
| Nr             | Polski tytuł                              | Angielski tytuł                                  |
| -------------- | ----------------------------------------- | ------------------------------------------------ |
|                |                                           |                                                  |
| SERIA PIERWSZA |                                           |                                                  |
|                |                                           |                                                  |
| 01             | Waleczny rycerz                           | The Beautiful Knight                             |
|                |                                           |                                                  |
| 02             | Franciszek idzie na wojnę                 | Francis Goes to War                              |
|                |                                           |                                                  |
| 03             | Na bosaka                                 | Barefoot                                         |
|                |                                           |                                                  |
| 04             | Życie w ubóstwie                          | Living in Poverty                                |
|                |                                           |                                                  |
| 05             | Święta reguła                             | The Holy Rule of Life                            |
|                |                                           |                                                  |
| 06             | W imię Jezusa                             | In the Name of Jesus                             |
|                |                                           |                                                  |
| 07             | Kazania do ptaków                         | Preaching to the Birds                           |
|                |                                           |                                                  |
| 08             | Droga Klary                               | Clare's Choice                                   |
|                |                                           |                                                  |
| 09             | Biedni i bogaci                           | The Rich and the Poor                            |
|                |                                           |                                                  |
| 10             | Kuchnia brata Jałowca                     | Brother Ginepro's Kitchen                        |
|                |                                           |                                                  |
| 11             | Dlaczego jesteś leniwy? Idź i głoś        | Why are you Idle? Go Out and Preach              |
|                |                                           |                                                  |
| 12             | Ucieczka diabła                           | And The Devil Fled!                              |
|                |                                           |                                                  |
| 13             | Męczennicy w Maroku                       | Martyrs in Morocco                               |
|                |                                           |                                                  |
| 14             | Kanonik zostaje bratem                    | The Canon Becomes a Friar                        |
|                |                                           |                                                  |
| 15             | Wielki Post Franciszka                    | Francis'Lent                                     |
|                |                                           |                                                  |
| 16             | Dziedzictwo męczenników                   | The capital of the Mats                          |
|                |                                           |                                                  |
| 17             | Ubogie towarzyszki siostry Klary          | The Poor Sister of Clare                         |
|                |                                           |                                                  |
| 18             | Trędowaty i trzej zbójcy                  | The Leper and The Three Robbers                  |
|                |                                           |                                                  |
| 19             | Brat Antoni                               | Brother Anthony                                  |
|                |                                           |                                                  |
| 20             | Przykład brata Rufina                     | Brother Rufus'Example                            |
|                |                                           |                                                  |
| 21             | Pokusa ciszy                              | The Temptation of Silence                        |
|                |                                           |                                                  |
| 22             | W końcu w Palestynie! Na dworze u sułtana | In Palestine at Last! At The Court of The Sultan |
|                |                                           |                                                  |
| 23             | Boże Narodzenie w Greccio                 | Christmas in Greccio                             |
|                |                                           |                                                  |
| 24             | Pieśń Stworzenia                          | The Canticle of the Creatures                    |
|                |                                           |                                                  |
| 25             | Lasy La Verny                             | The Woods of La Verna                            |
|                |                                           |                                                  |
| 26             | Na gołej ziemi                            | On the Bare Ground                               |
|                |                                           |                                                  |